# Иоасаф (Сретенский)
Архиепископ Иоасаф (в миру Иван Иванович Сретенский; 1768 — 1 марта 1827) — епископ Русской православной церкви, архиепископ Могилёвский и Витебский.

## Биография
Родился в 1768 году в семье духовного сословия.
Образование получил в Тверской духовной семинарии.
C 1791 по 1797 годы состоял учителем при певчих тверского архиерейского дома, и вместе с тем экзаменатором ставленников, ризничим, казначеем и присутствующим в походной архиерейской конторе.
В 1795 году пострижен в монашество, и вслед за тем был рукоположен во иеродиакона и иеромонаха.
С 14 мая 1796 года — игумен Старицкого Успенского монастыря Тверской епархии.
В 1798 году возведен в сан архимандрита Нило-Столобенской пустыни.
В 1799 году назначен благочинным над монастырями.
С 1 марта 1800 года — настоятель Ростовского Богоявленского Авраамиева монастыря, префект ростовских церковных училищ и благочинный над монастырями.
С 1802 года — ректор Ярославской духовной семинарии.
24 октября 1808 года переведён в Калязинский Макариев-Троицкий монастырь и назначен ректором Тверской духовной семинарии.
21 ноября 1810 года хиротонисан во епископа Старорусского, викария Новгородской епархии.
Архиепископ Иоасаф был хорошим юристом. Он прекрасно разбирался во всех существовавших тогда законах и строго следил за точным их исполнением.
20 октября 1811 года награждён орденом Святой Анны 1-й степени.
С 6 июля 1813 года — епископ Смоленский и Дорогобужский.
С большим вниманием относился он к духовному образованию, лично наблюдая за преподаванием в духовных училищах своей епархии.
В 1817 году им преобразована Смоленская духовная семинария.
В 1819 году по его инициативе был открыт епархиальный комитет Библейского общества.
7 июля 1821 года возведён в сан архиепископа Могилевского и Витебского.
Архиепископ Иоасаф отличался представительной внешностью. Это был величественный старец с большой лысиной и длинной седой бородой. Эта величественность сочеталась с той торжественностью, с какой архиепископ Иоасаф совершал богослужения. Любил торжественные выезды: куда бы он ни ехал, его поездка сопровождалась колокольным звоном, а сам он восседал в раззолоченной резной карете.
Скончался 1 марта 1827 года.